# Casa Hollstein
Casa Hollstein è una storica residenza della città di Osorno in Cile.

## Storia
La casa venne eretta tra il 1900 e il 1910 su commissione di Guillermo Hollstein Klickmann, un imprenditore agricolo di origine tedesca. Il progetto e i lavori di costruzione vennero eseguiti direttamente dall'Hollstein e dai suoi dipendenti. Dal 1993 ospita la sede della Scuola di architettura e disegno dell'università di Los Lagos. Lo stesso ente è incaricato della sua protezione e conservazione.
È stata dichiarata monumento nazionale in qualità di monumento storico nel 1999.

## Descrizione
L'edificio è un esempio di architettura tradizionale del Cile meridionale. Presenta un sobrio stile neoclassico sottoposto a influenze dell'architettura tedesca. Si sviluppa su tre piani ed è realizzata in legno locale. Un grande parco ricco di specie vegetali circonda la proprietà.